# Редюїт

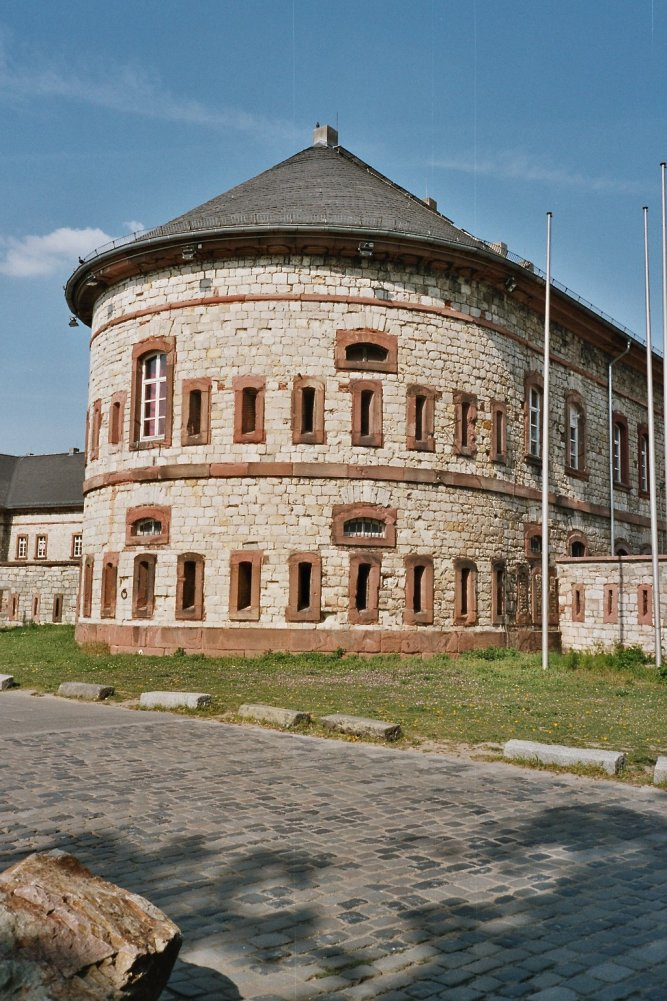
Редюїт. Німеччина. Майнц.

Редюї́т (фр. reduit — «притулок») — останній пункт оборони фортеці або міста. Розміщується в центрі фортифікаційної системи. Є внутрішнім укріпленням, споруджуваним в зімкнутих укріпленнях для їх посилення і бою всередині останніх, чим дещо відрізняється від редута. Досить часто в фортецях редюїт мав вигляд досить великої будівлі у формі півмісяця.
Спочатку редюїт служив притулком для гарнізону, атакованого і затиснутого з усіх боків. Під редюїтом розуміється також останній оборонний опорний пункт у вигляді малого укріплення, розташованого всередині іншого, більшого. Наприклад, у класичній фортифікації цитадель є редюїтом фортеці. Редюїт був останнім оплотом оборонців фортифікації в разі успішного штурму супротивником основних укріплень. Інколи вороги, що штурмували ту чи іншу фортифікаційну споруду, витрачали настільки великі зусилля для штурму основних укріплень, за цього зазнавши великих втрат, що не вистачало сил штурмувати редюїт. В такому разі результат протистояння вирішували позиційні бої і час прибуття значного підкріплення сторонам протистояння.
Наприклад, під час Облоги Києва монголами в 1240 році, коли монголи захопили оборонні вали міста і міські квартали, останні захисники міста зачинилися в Десятинній церкві, але монголи підвели спеціальні машини і завалили церкву, поховавши під її стінами героїчних захисників міста. Де-факто Десятинна церква в цьому трагічному моменті української історії виконала роль редюїта, тобто останнього оборонного пункту захисників Києва.